# Константин II Шкотски
Константин II (владао 900−943) био је седми краљ Шкотске.

## Историја
Константин II дошао је на шкотски престо 900. године и владао 44 године. У његово време Енглеска је почела да се уједињује под краљевима Весекса Алфредом Великим (871−899) и његовим наследницима, сином Едвардом Старијим (899−924) и унуком Етелстаном (924−939). Одневши победу над Викинзима и владарима Мерсије и Нортамбрије, краљеви Весекса покушали су да прошире своју власт над Бритима из Стратклајда и Англима из Лотијена.
Шкотски краљеви супротставили су се ширењу Весекса. У периоду између 910. и 915. Константин II покренуо је нападе на Лотијен и Нортамбрију, што је испровоцирало Енглезе. Англосаксонска хроника наводи да је Едвард Старији одржао скуп у Бејквелу у Дербиширу, где је примио почасти од краља Шкота и читаве Шкотске нације...као и од краља Велшана из Стратклајда и свих његових вазала. Ово је могуће преувеличавање, али очигледно је да је Едвард успео да натера Константина да не омета енглеске интересе. Двадесет година касније (934) Етелстан је извршио инвазију на Шкотску копненим и поморским снагама и опустошио јужне сеоске пределе. Године 937. Етелстан је поново кренуо на север, сукобивши се са краљевима Шкотске, Стратклајда, викиншке Нортамбрије и другим викиншким владарима из Ирске и са острва Ман у великој бици код Брунабурха, близу границе Солвеја. Била је то одлучујућа победа Енглеза - Константин је побегао са бојишта остављајући свог сина тешко рањеног. По савременим енглеским изворима, Константин се поклонио Етелстану, признао га за врховног господара и пристао да одустане од ратова са Енглеском. Године 943. абдицирао је у корист свог брата Малколма I.